# Lycosa prolifica
Lycosa prolifica är en spindelart som beskrevs av Pocock 1901. Lycosa prolifica ingår i släktet Lycosa och familjen vargspindlar. Inga underarter finns listade i Catalogue of Life.